# Hirvensalo-Kakskerta
Hirvensalo-Kakskerta est un district de Turku en Finlande. 

## Quartiers de Hirvensalo-Kakskerta
Le district est composée de 16 quartiers qui, à l'exception de Kakskerta et de Satava, sont situés sur l'île d'Hirvensalo.
- 18.Pikisaari,
- 19.Lauttaranta,
- 20.Maanpää,
- 21.Jänessaari,
- 22.Särkilahti,
- 23.Illoinen,
- 24.Oriniemi,
- 25.Moikoinen,
- 26.Kukola,
- 27.Toijainen,
- 28.Kaistarniemi,
- 29.Friskala,
- 30.Haarla,
- 31.Papinsaari,
- 32.Satava,
- 33.Vepsä,
- 34.Kakskerta

## Galerie

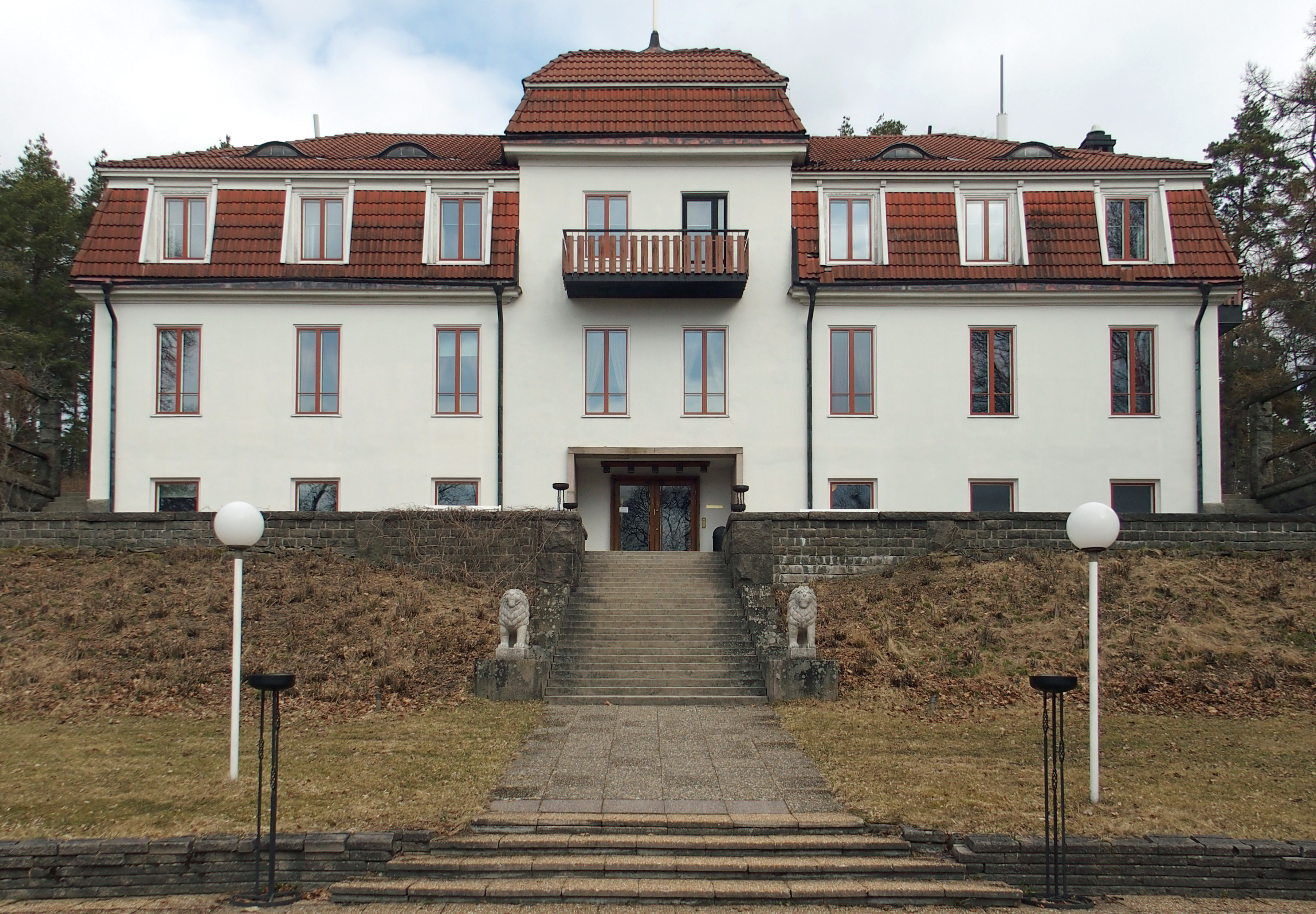
Institut Paasikivi.
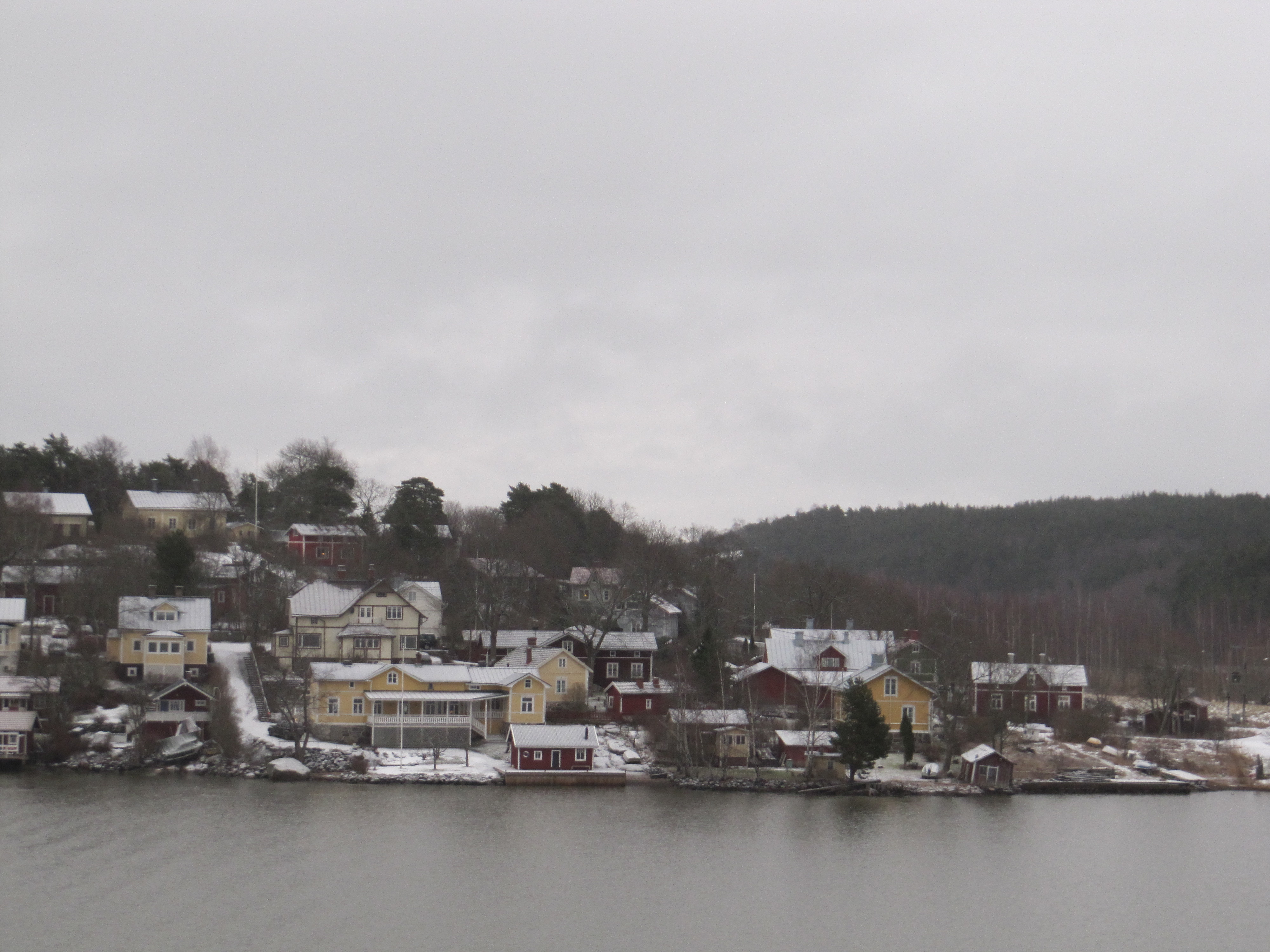
Pikisaari.
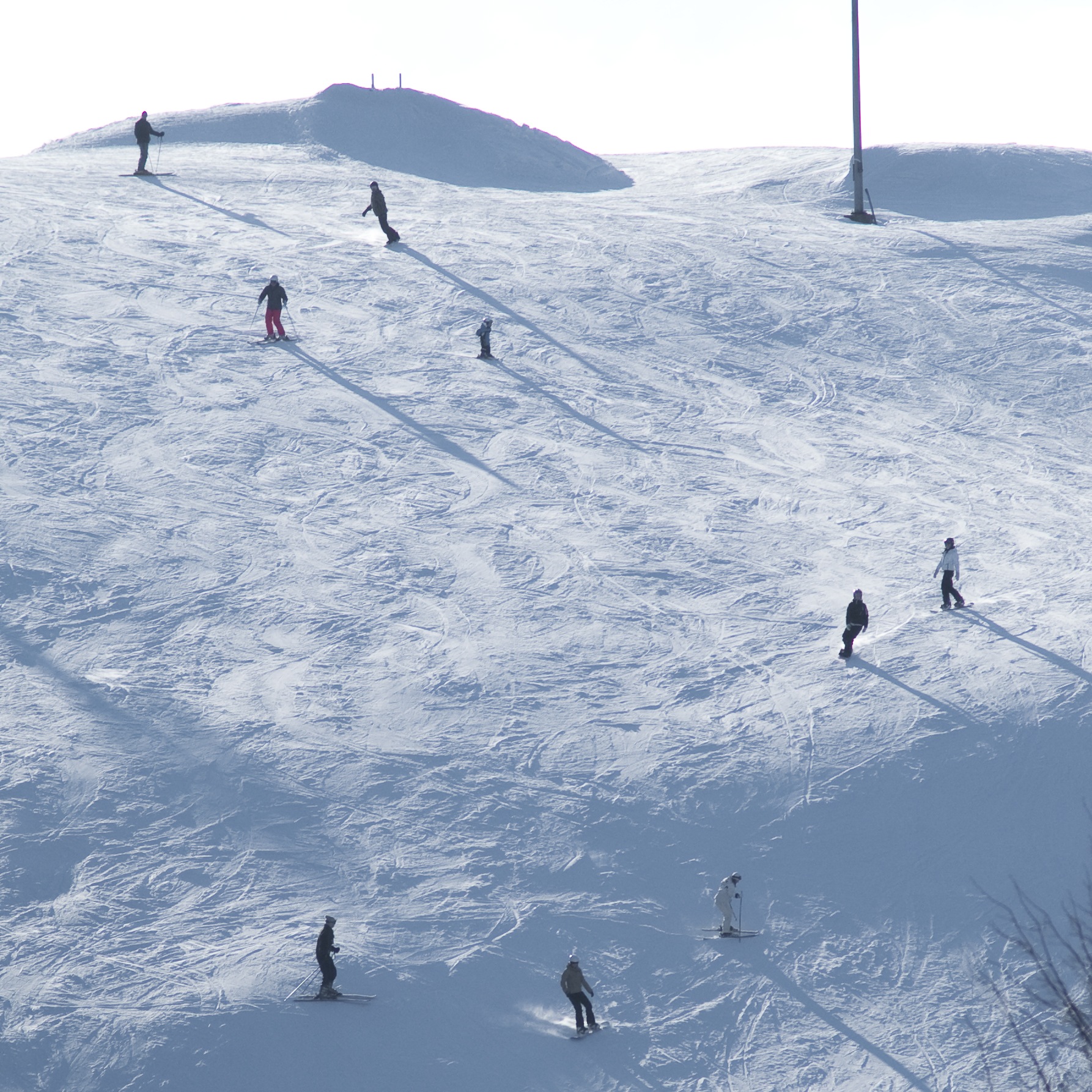
Piste de Hirvensalo.